# Wyspy Babuyan
Wyspy Babuyan (ang. Babuyan Islands; tagalski Mga Pulo ng Babuyan) – archipelag w Filipinach, stanowiący północne przedłużenie Archipelagu Filipińskiego. Leży w Cieśninie Luzon, na południe od wysp Batanes i cieśniny Balintang Channel, 20 mil (32 km) na północ od Luzonu. Archipelag zajmuje powierzchnię 600 km2. Składa się z 24 wysp koralowych i wulkanicznych, z których największe to Babuyan, Camiguin de Babuyanes, Calayan, Fuga oraz Dalupiri. Mieszkańcy wysp to rybacy oraz farmerzy o silnych więziach kulturowych z Luzonem. Brak gruntów ornych oraz występowanie silnych wiatrów uniemożliwia uprawianie ryżu i kukurydzy na archipelagu. Zamiast tego uprawiane są rośliny korzeniowe, szczególnie słodkie ziemniaki, a nadwyżki wspierają mały przemysł hodowlany. Calayan to największe miasto archipelagu i jedyny port oferujący regularną żeglugę między archipelagiem a miastami Aparri i Manilą, jednak połączenie to jest często przerywane w okresie od września do lutego z powodu tajfunów. Do towarów eksportowych archipelagu należy bydło, świnie, kozy oraz tarcica. 